# Station Hordzieżka
Station Hordzieżka is een spoorwegstation in de Poolse plaats Hordzieżka.